# Танагра парагвайська
Тана́гра парагвайська (Stilpnia preciosa) — вид горобцеподібних птахів родини саякових (Thraupidae). Мешкає в Південній Америці.

## Опис
Довжина птаха становить 14,5 см, вага 22-24 г. У самців верхня частина голови оранжева, верхня частина спини руда, нижня частина спини і покривні пера крил та хвоста білі. Від дзьоба до очей ідуть широкі чорні смуги. Груди і живіт бірюзові або сірувато-блакитні, гузка охриста. Махові і стернові пера кобальтово-сині, блискучі. У самиць спина зеленувата, тім'я коричневе, нижня частина тіла білувата, крила і хвіст зелені, блискучі. Вони є дуже схожими на самиць бразильських танагр.

## Поширення і екологія
Парагвайські танагри мешкають на південному сході Бразилії (від Сан-Паулу до Ріу-Гранді-ду-Сул), на південному сході Парагваю, в Уругваї та на півночіному сході Аргентини. Вони живуть на узліссях вологих рівнинних і гірських атлантичних лісів, в садах і на плантаціях. Вілддають перевагу араукарієвим лісам. Зустрічаються парами або невеликими зграйками, переважно на висоті від 600 до 1300 м над рівнем моря. Часто приєднуються до змішаних зграй птахів. Живляться плодами, дрібними комахами та іншими безхребетними.